# Al Harith Ibn Kalada
Al Harith Ibn Kalada (en arabe نافع بن الحارث بن كلدة الثقفي ), décédé en 635 ap. J.-C. était un médecin arabe.  Il a étudié la médecine au Yémen et était médecin en chef à l'Académie de Médecine de Gundishapur, en Perse.  Il est réputé pour avoir écrit un livre intitulé Dialogue sur la Médecine, un dialogue fictif entre l'auteur et Khosro Ier destiné à élever le statut des bédouins arabes aux yeux de l'élite perse.
Il était, selon les sources traditionnelles, le plus ancien médecin arabe connu et un compagnon de Mahomet, prophète de l'islam. 
Mahomet conseillait souvent ses compagnons de consulter Al Harith pour ses compétences de médecin.